# Westerholz
Westerholz (duń. Vesterholt) – miejscowość i gmina w Niemczech w kraju związkowym Szlezwik-Holsztyn, w powiecie Schleswig-Flensburg, wchodzi w skład Związku Gmin Langballig.